# Église Notre-Dame-de-Grâce de Passy
Pour les articles homonymes, voir Notre-Dame-de-Grâce (homonymie).
L'église Notre-Dame-de-Grâce de Passy est située 10 rue de l'Annonciation dans le 16e arrondissement de Paris. C'est une église catholique romaine. Son clocher est cité dans la Ballade à la lune du poète Alfred de Musset.
Depuis 2023, son curé est l'abbé William-Jean De Vandière.

## Ancienne église

### Construction et histoire de l'ancienne église

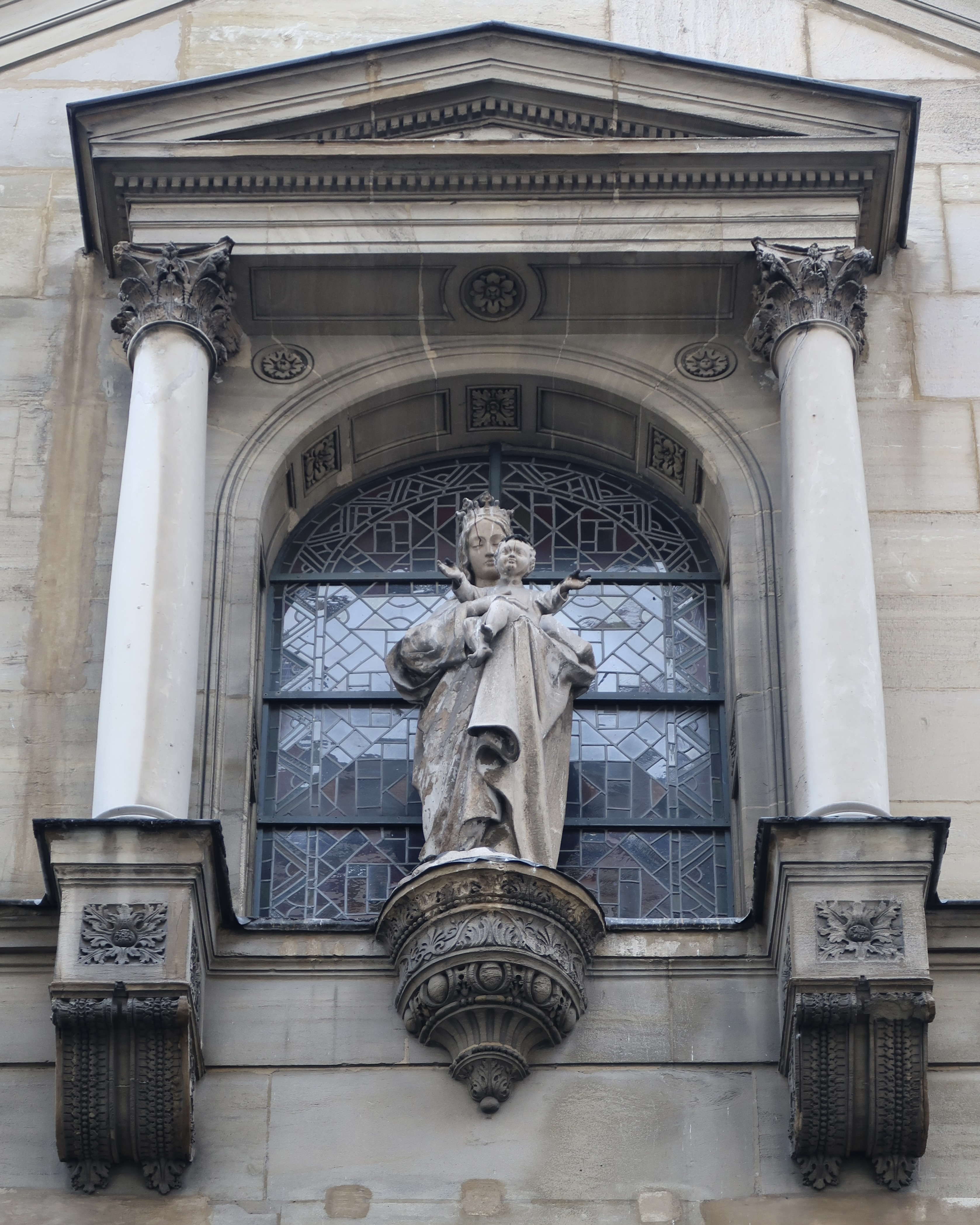
Statue de la Vierge à l'enfant en façade.

En 1666, Claude Chahu, seigneur de Passy, fait construire à ses frais une première chapelle, qui lui coûte 19 800 livres.
En 1672, après son décès, sa veuve, née Christine de Heurles, obtient l'érection en paroisse de la chapelle de Passy, qui dépendait jusque-là de Notre-Dame d'Auteuil. Elle donne huit mille livres pour la construction d'un presbytère et dote l'école qui en dépendait d'une rente. Elle meurt le 19 novembre 1683. Son portrait en costume de veuve se trouve dans la sacristie de l'église. L'église, d'abord appelée Notre-Dame de l'Annonciation, devient Notre-Dame-de-Grâce de Passy. À l'époque, elle ne compte qu'une nef et une chapelle latérale dédiée à la Vierge.
En 1672, le financier François Berthelot, propriétaire d'un hôtel particulier situé dans les environs, obtient un droit de sépulture dans l'église de Passy, droit qui se transmettra aux propriétaires de l'hôtel particulier jusqu'à la Révolution.
En février 1790, à la Révolution, après la décision de créer dans chaque paroisse une municipalité, Louis-Guillaume Le Veillard est élu maire de Passy. Le scrutin se déroule dans l'église Notre-Dame-de-Grâce, seule salle suffisamment grande pour accueillir les électeurs.
À l'extérieur, l'église est pourvue d'un porche à colonnes dont le tympan est décoré d'un bas-relief de pierre signé Charles Gumery, en 1859, L'Annonciation, et au-dessus d'une statue en pierre du XVIIe siècle représentant la Vierge et l'Enfant.
Dès la Restauration, le besoin d'augmenter la surface de l'édifice se fait sentir mais des contraintes financières ajournent le projet. L'agrandissement de l'église a lieu des décennies plus tard, en plusieurs tranches, sous la houlette de l'architecte Eugène Debressenne (1813-1893), d'abord de 1846 à 1849 puis de 1856 à 1859. La première pierre est posée le 3 novembre 1846. De l'église primitive, il ne conserve que les piliers de la nef. Un petit clocher, construit en 1846, abrite la cloche, qui date de 1763. Cette cloche est bénie par l'évêque de Noyon La Cropte de Bourzac et le cardinal Potier de Gesvres ; elle provient de l'abbaye d'Ourscamp du diocèse de Noyon. La veuve Chahu entretenait en effet des relations étroites avec cette abbaye fondée au XIIIe siècle. L'intervention des années 1850 comprend la construction des chapelles du Sacré-Cœur et de la Sainte-Vierge. La sacristie est également agrandie en 1872. D'autres travaux ont lieu en 1892. Depuis, l'église peut accueillir 600 personnes.
L'ancienne église (pour la nouvelle, voir infra), dont l'état se dégradait progressivement, fait à la fin du XXe siècle l'objet de travaux de rénovation. Rouverte pour Noël 1996, elle est inaugurée le 22 février 1997 par le cardinal Lustiger, archevêque de Paris.

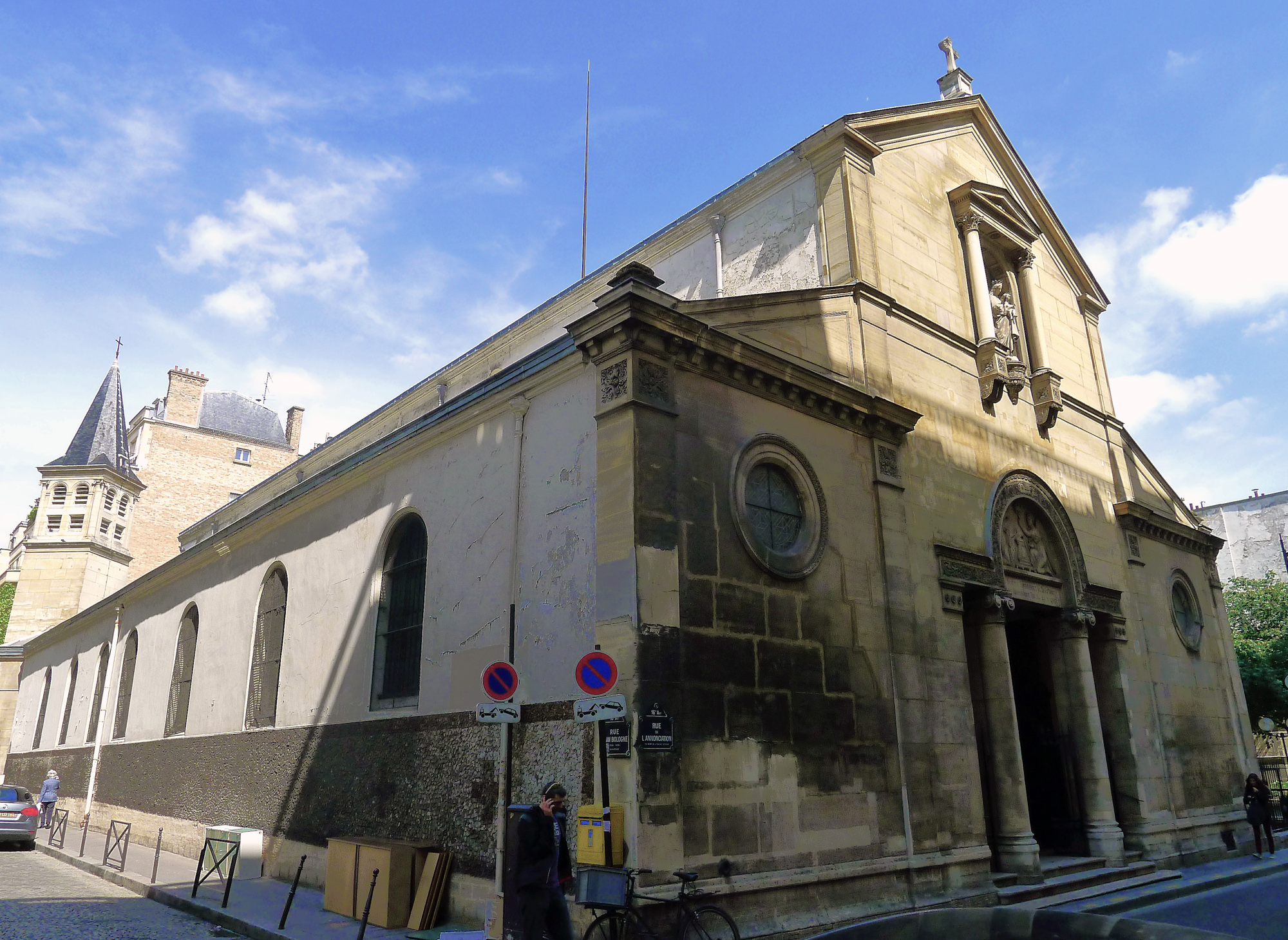
Vue générale de l'église depuis la rue de l'Annonciation.
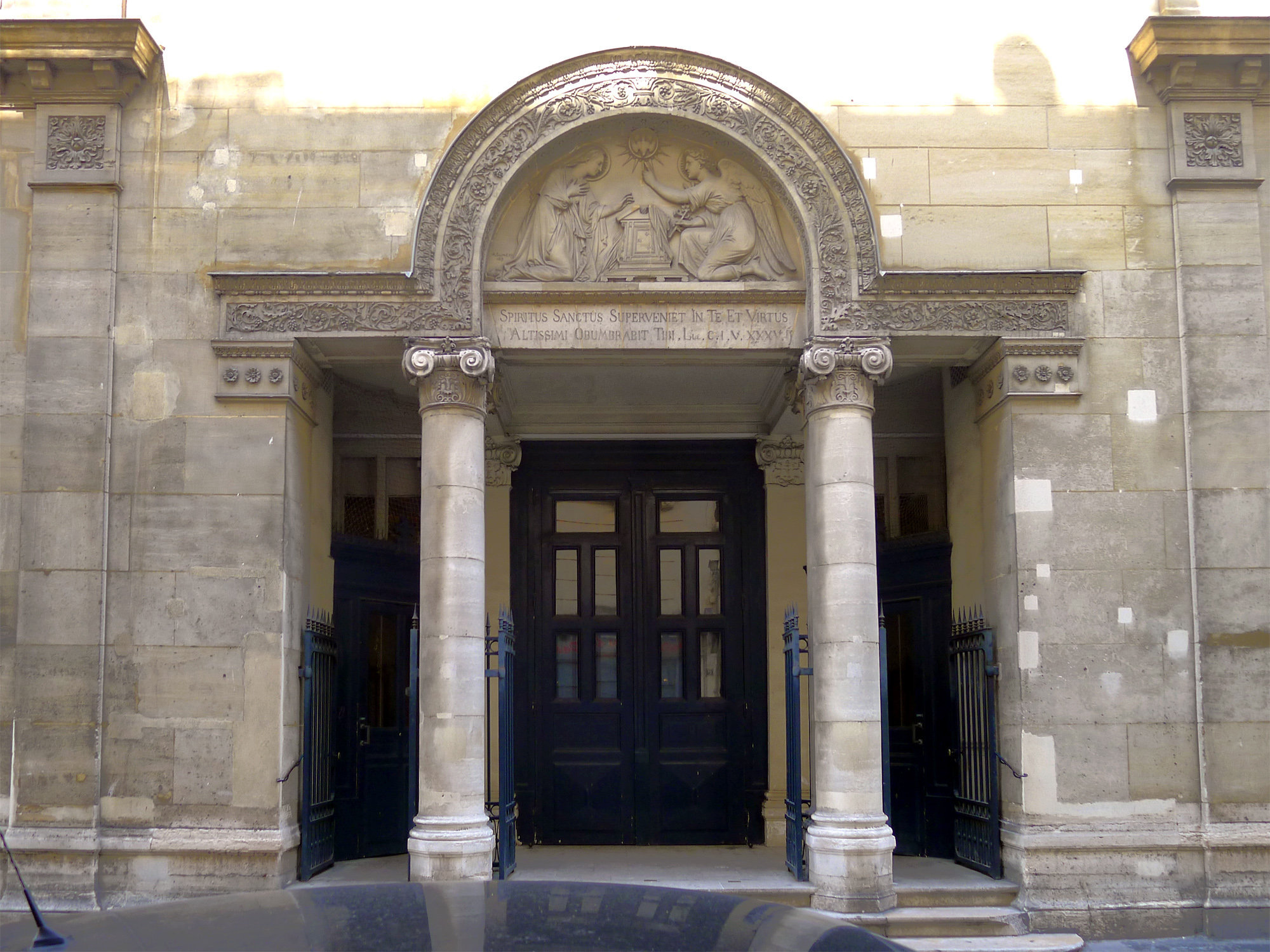
Le portail.
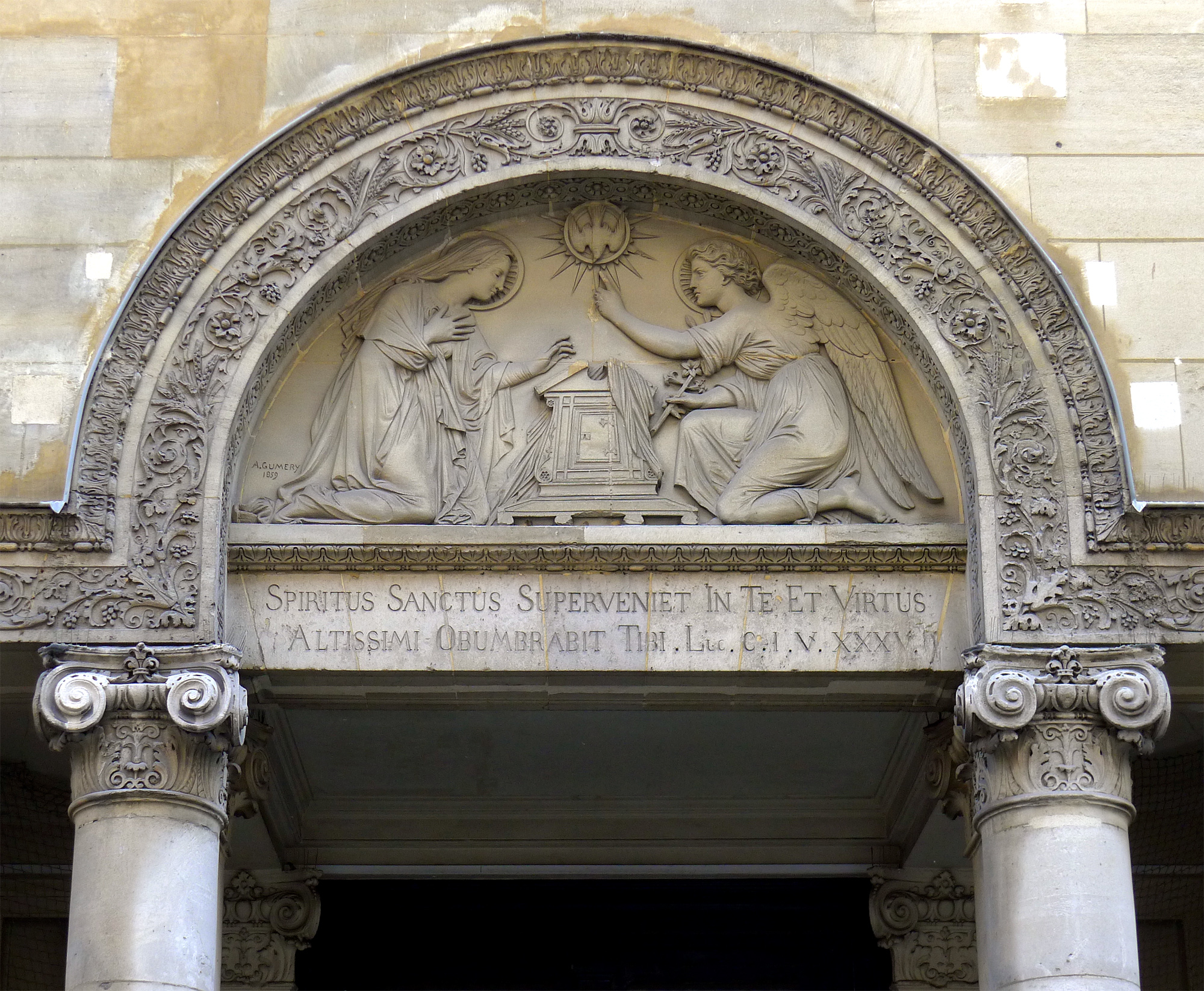
Détail du portail : le tympan.
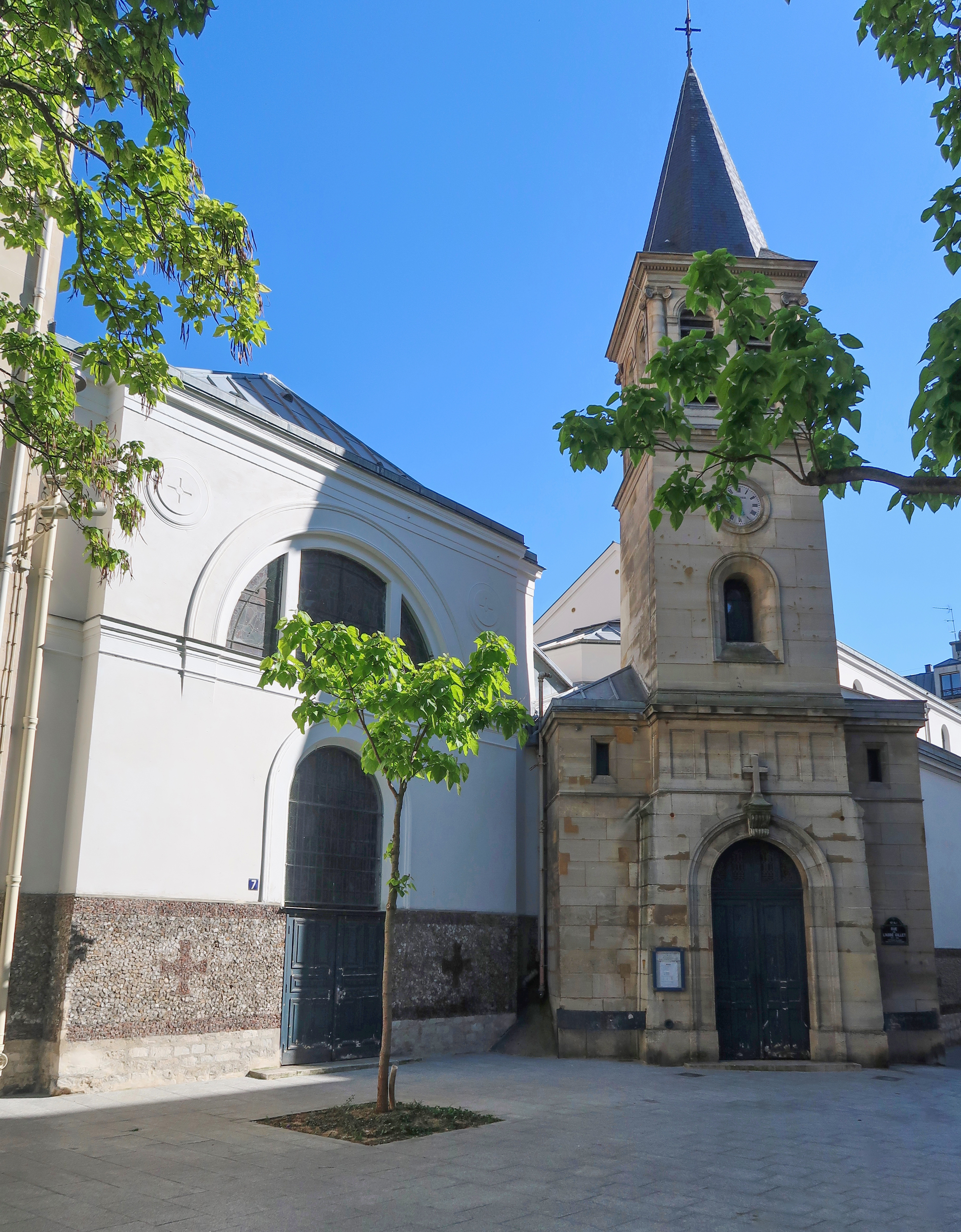
Extérieur depuis la place Claude-Goasguen.

### Chapelle du Sacré-Cœur

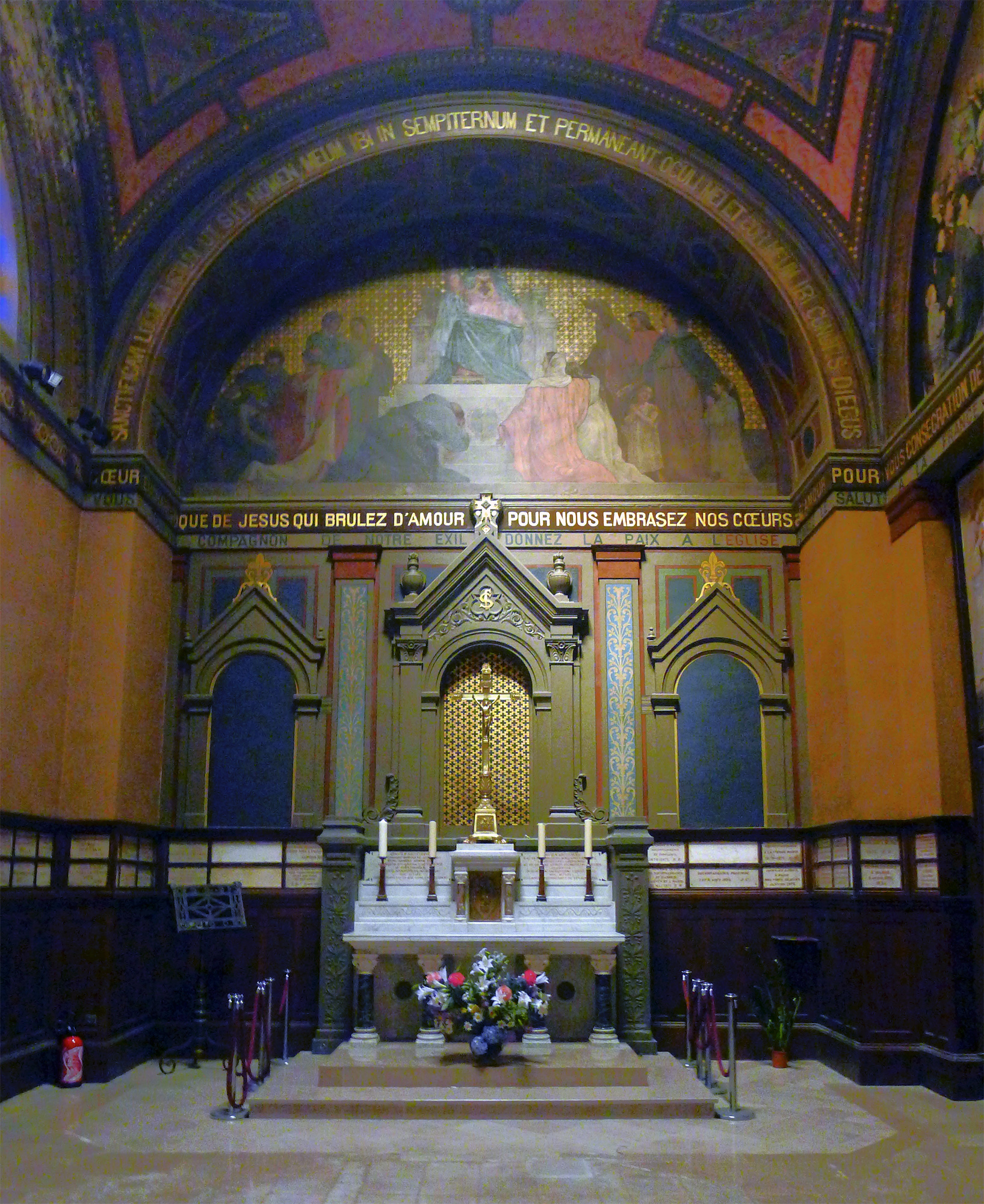
Chapelle du Sacré-Cœur.

Au-dessus de la porte ouvrant sur la rue Jean-Bologne se trouve un grand vitrail représentant le couronnement de la Vierge. Des peintures murales décrivent la consécration de la paroisse au Sacré-Cœur Eucharistique de Jésus en 1897. Surplombant l'autel de marbre se trouve la croix de bronze doré de l'ancien maître-autel. Le centre de la chapelle est occupé par le nouveau baptistère, composé d'une vasque et de sculptures en bronze, œuvre de Colette Bosquet.

### Chapelle de la Sainte-Vierge
Cette chapelle abrite plusieurs peintures :
- L'Annonciation de Nicolas Delobel (1693-1763) : au catalogue du salon de 1748, on trouve mention d'un tableau cintré en hauteur de 9 pieds sur 8 de large représentant l'Annonciation pour l'église royale et paroissiale de Passy de Delobel. Commande du roi Louis XV et de Madame de Pompadour, qui séjournaient souvent au château de la Muette voisin et assistaient à la messe à Passy. Ce tableau orna le maître-autel jusqu'en 1847, avant d'être placé dans la chapelle de la Sainte-Vierge.
- Le couronnement d'épines de Luca Giordano : il figure à l'exposition des chefs-d'œuvre des églises de Paris en 1946.
- Une copie de La mise au tombeau du Titien (1488-1576), dont l'original se trouve au musée du Louvre, est placée dans la chapelle en 1864.
- Une copie du Ravissement de saint Paul de Nicolas Poussin (1594-1665), dont l'original se trouve au musée du Louvre, est placée dans la chapelle en 1876.
- Une copie de L'apothéose de saint Augustin de Giovanni Francesco Barbieri, dit Le Guerchin, peintre de l'école de Bologne, est placée dans la chapelle en 1875.

### Intérieur de l'église
L'intérieur de l'église est composé de trois nefs, dont les deux latérales se prolongent autour du chœur pour se réunir au chevet, devant une chapelle absidiale. Il n'y a pas de voûte mais un simple plafond. Le décor du chœur fut confié à Gabriel Bouret, et peint à l'huile sur le mur entre 1847 et 1850. Il est contemporain des peintures de Camille Corot à Saint-Nicolas-du-Chardonnet et de Paul Flandrin à Saint-Séverin. Camille Corot est passé plusieurs fois dans la paroisse. L'iconographie assez complexe du programme fut conçue par l'abbé Corbière, curé de la paroisse entre 1846 et 1852. Se trouvent représentés de gauche à droite face et au-dessus du chœur :
- La prophétie d'Isaïe ;
- Adam et Ève chassés du paradis ;
- L'Annonciation ;
- Le sacrifice d'Isaac ;
- La sortie de l'Arche (le prophète Daniel dans la vision du sacrifice du soir).

Au sommet de chacune de ces scènes, dans le cadre décoratif, s'inscrivent les symboles de la Virginité de la Vierge : la rose mystique, la tour d'ivoire (image du trône de Salomon, l'arche d'alliance, la tour de David, la verge d'Aaron). Ces scènes et symboles sont insérés dans de larges bordures décoratives, où sur des harmonies de fonds roses, rouges ou bruns, se développent rinceaux, palmettes, lettres rehaussées d'or et figures d'anges porteurs de cartouche à inscription.

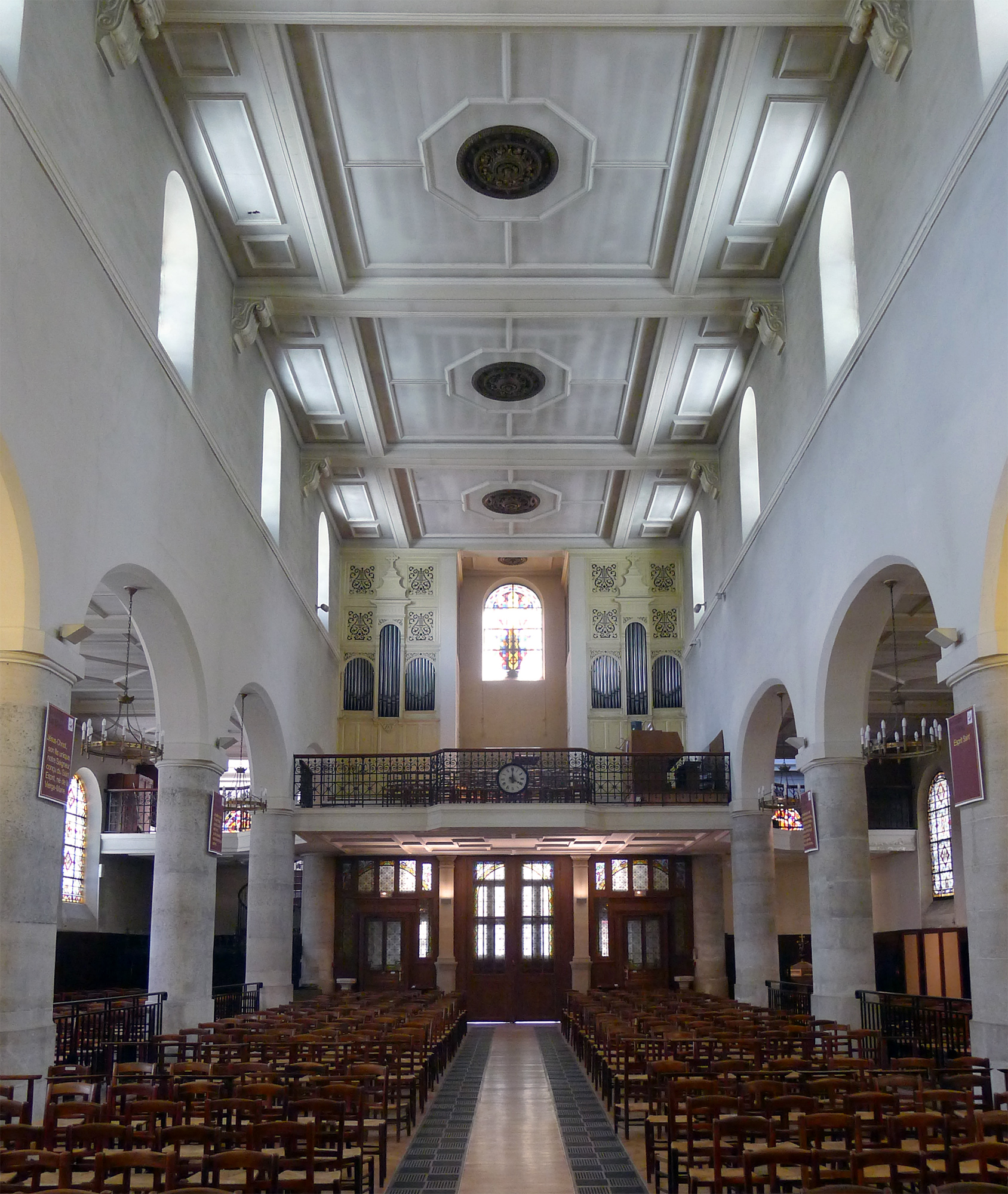
La nef.
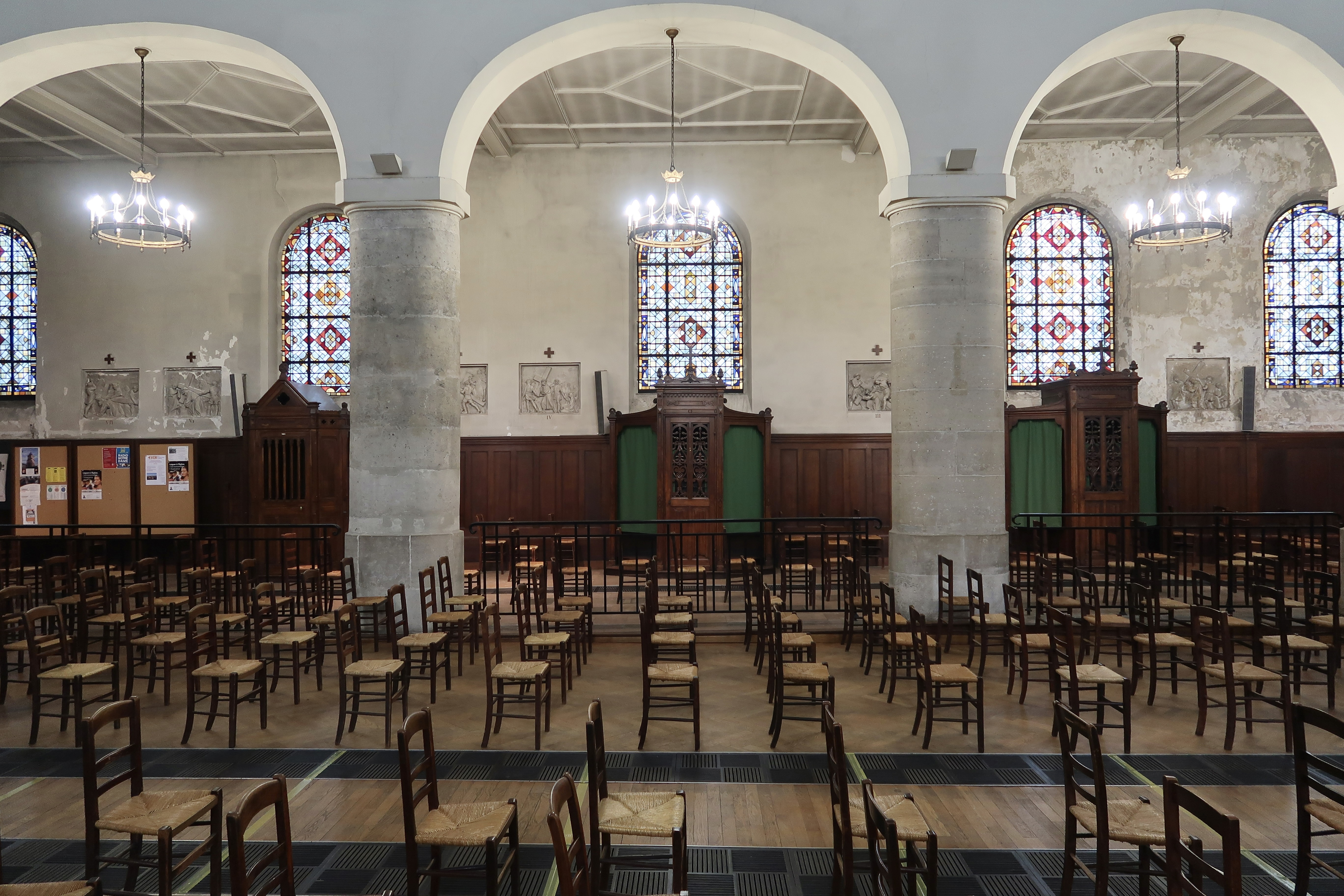
Travées.
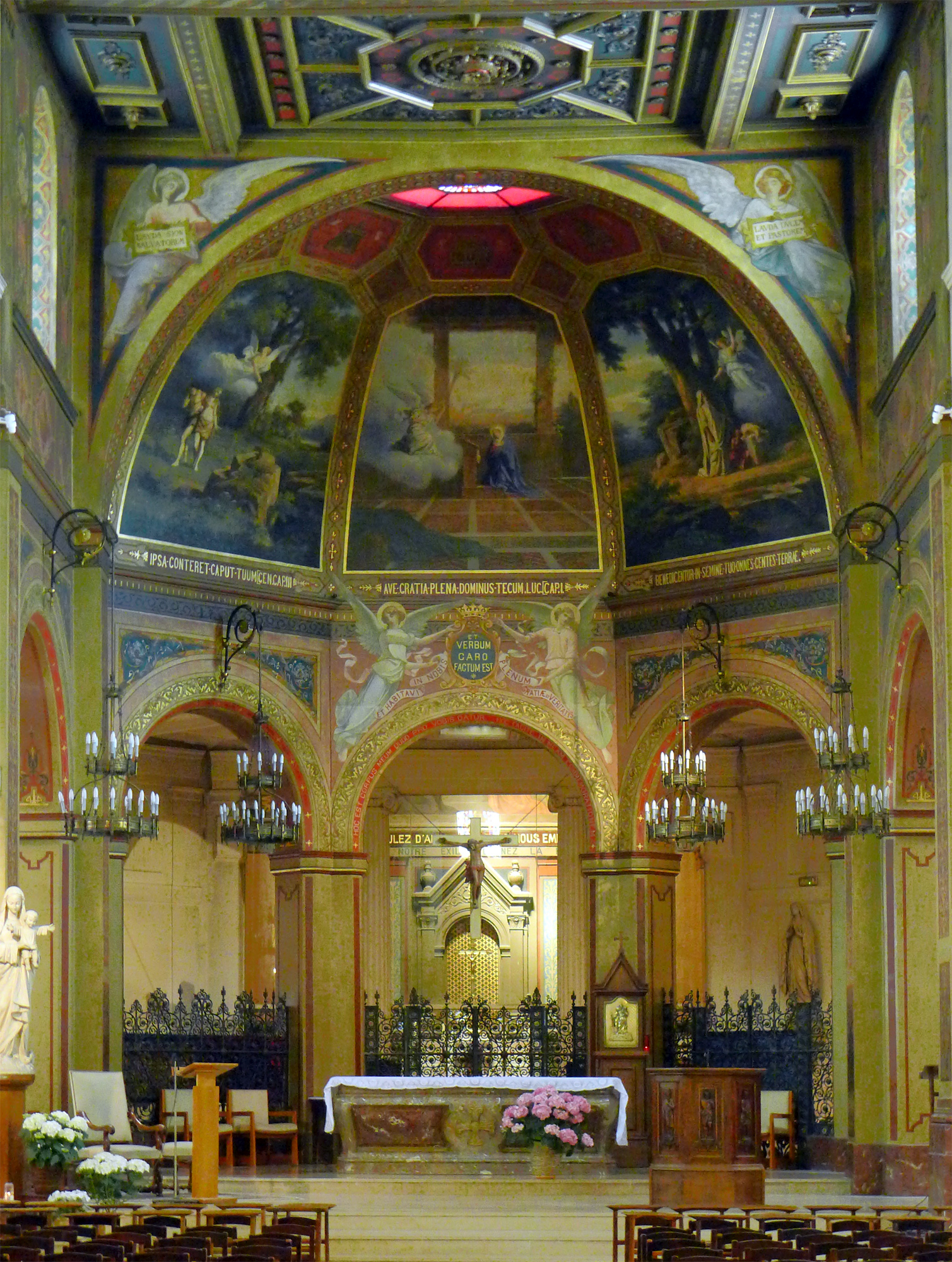
Le chœur.
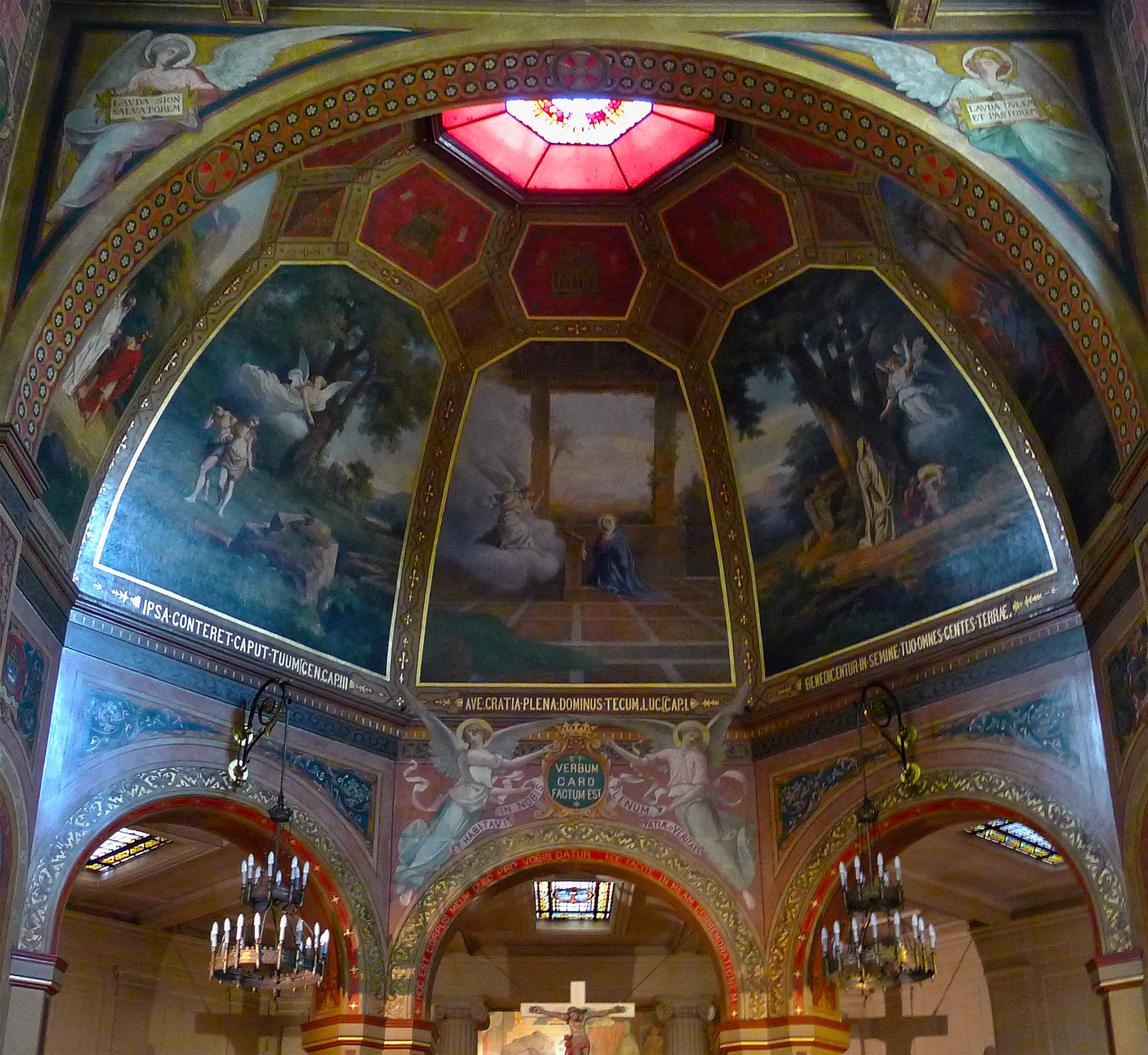
Fresques du chœur.

Dans le chœur se trouvent l'autel de marbre datant de Charles X et une statue de Notre-Dame de Grâce de Passy. Le pupitre de bois sculpté appartenait à l'origine à la chaire.
Autour du chœur, on peut voir les statues de Notre-Dame de Lourdes, du Curé d'Ars, de sainte Thérèse de Lisieux, de saint Antoine de Padoue et de saint Vincent de Paul (en bois de mélèze). Une plaque, où sont inscrits les noms et les dates de tous les curés de Passy, se trouve à la droite du chœur.

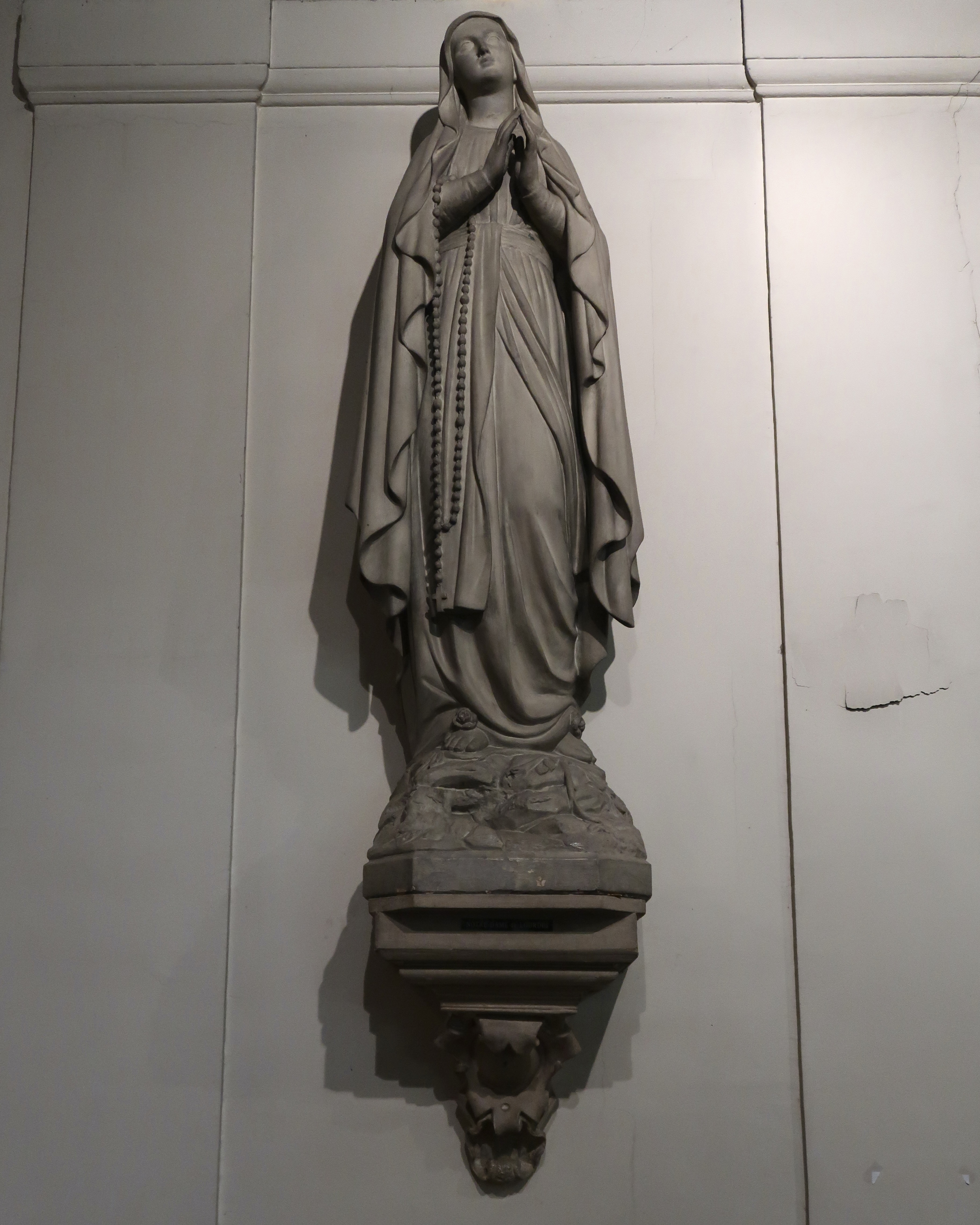
Statue de la Vierge Marie.
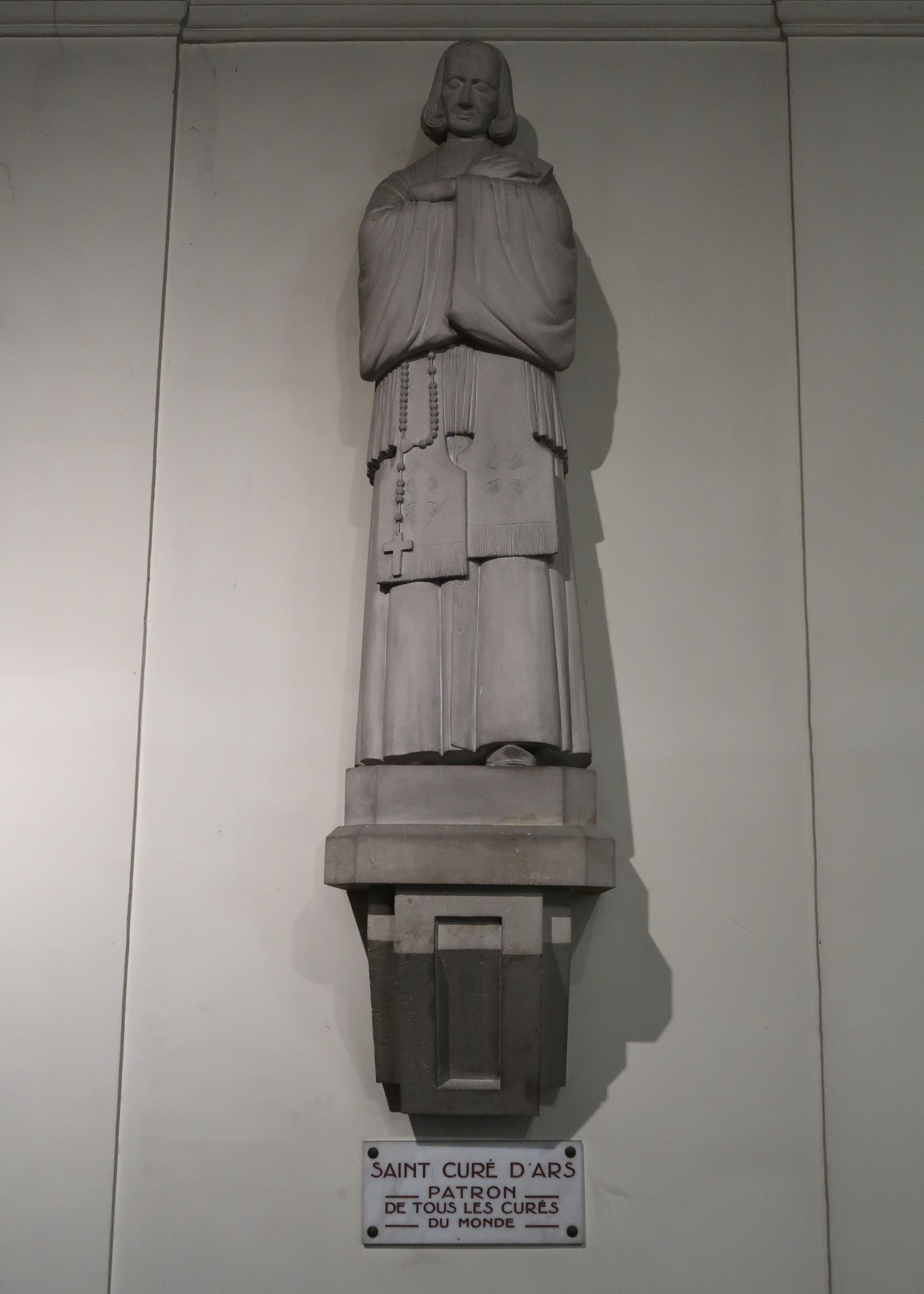
Statue du Curé d'Ars.
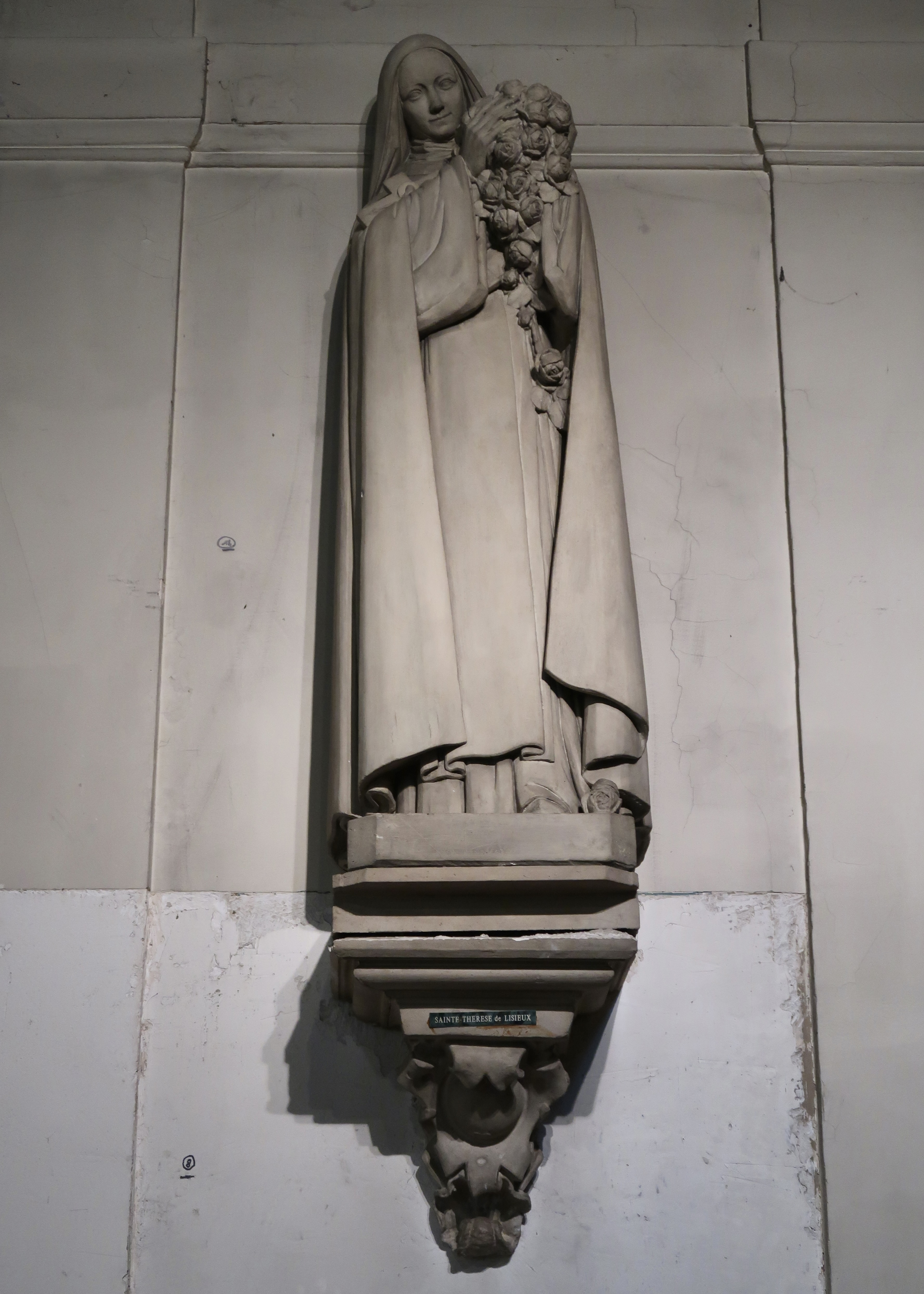
Statue de sainte Thérèse de Lisieux.
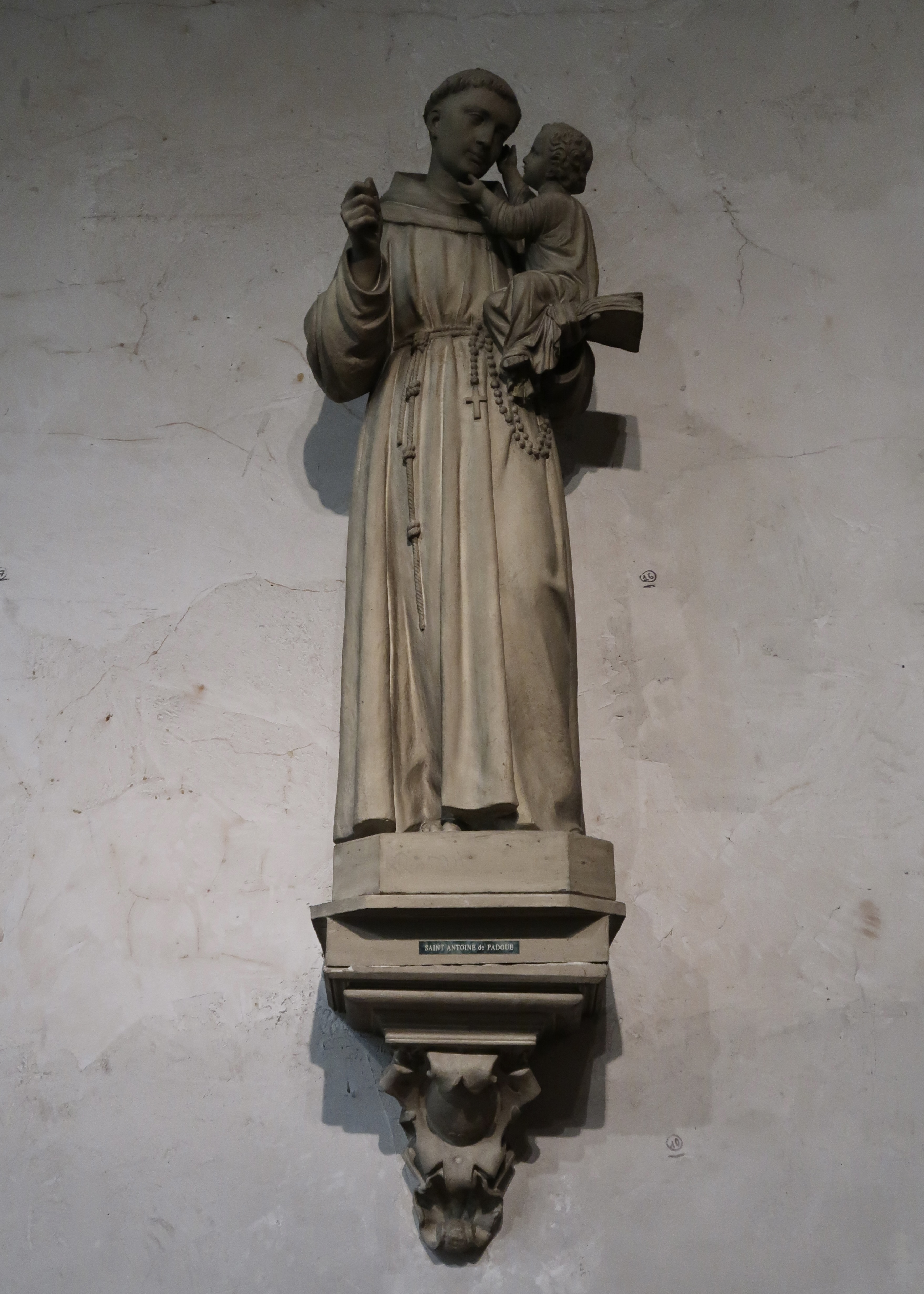
Statue de saint Antoine de Padoue.
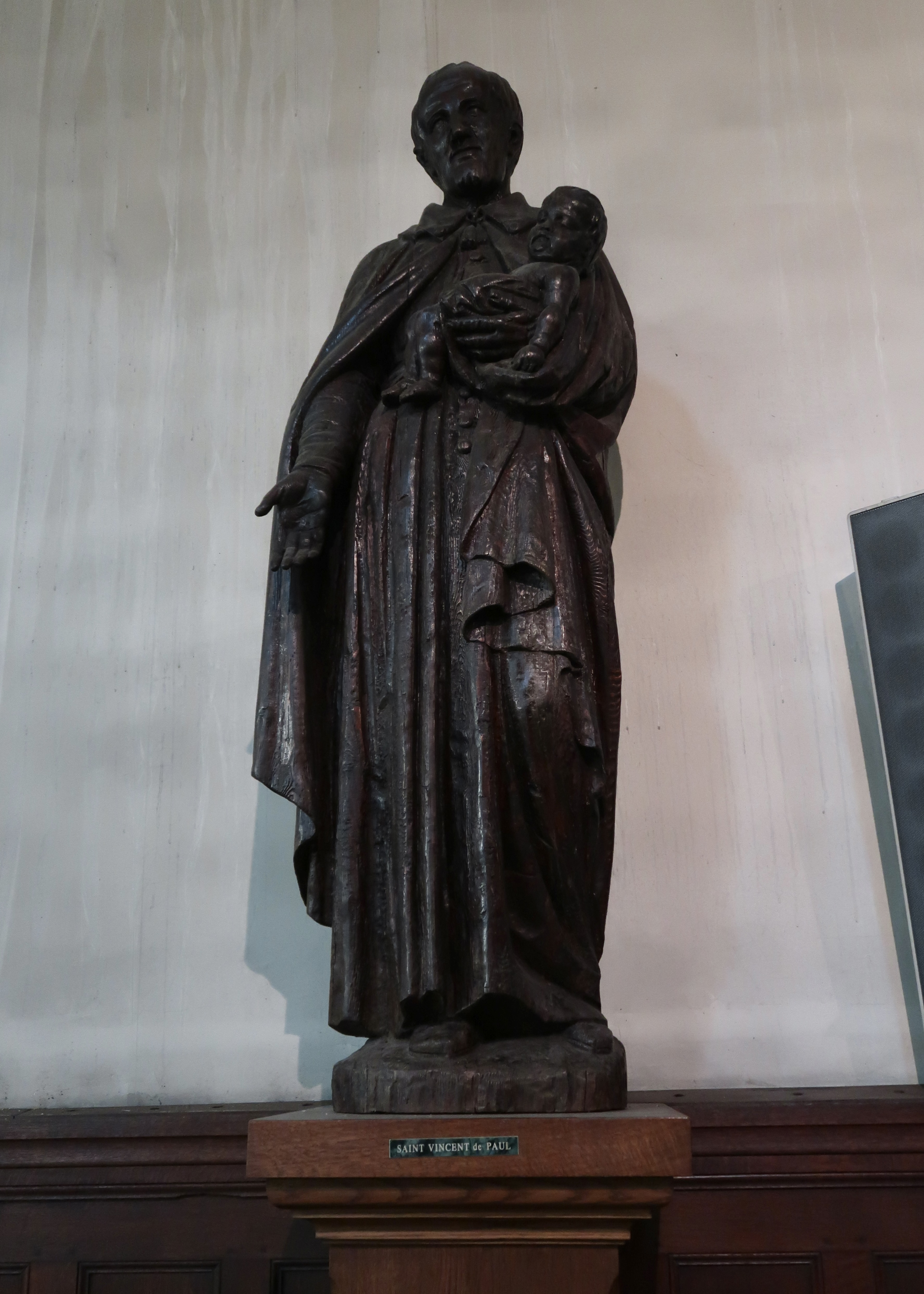
Statue de saint Vincent de Paul.
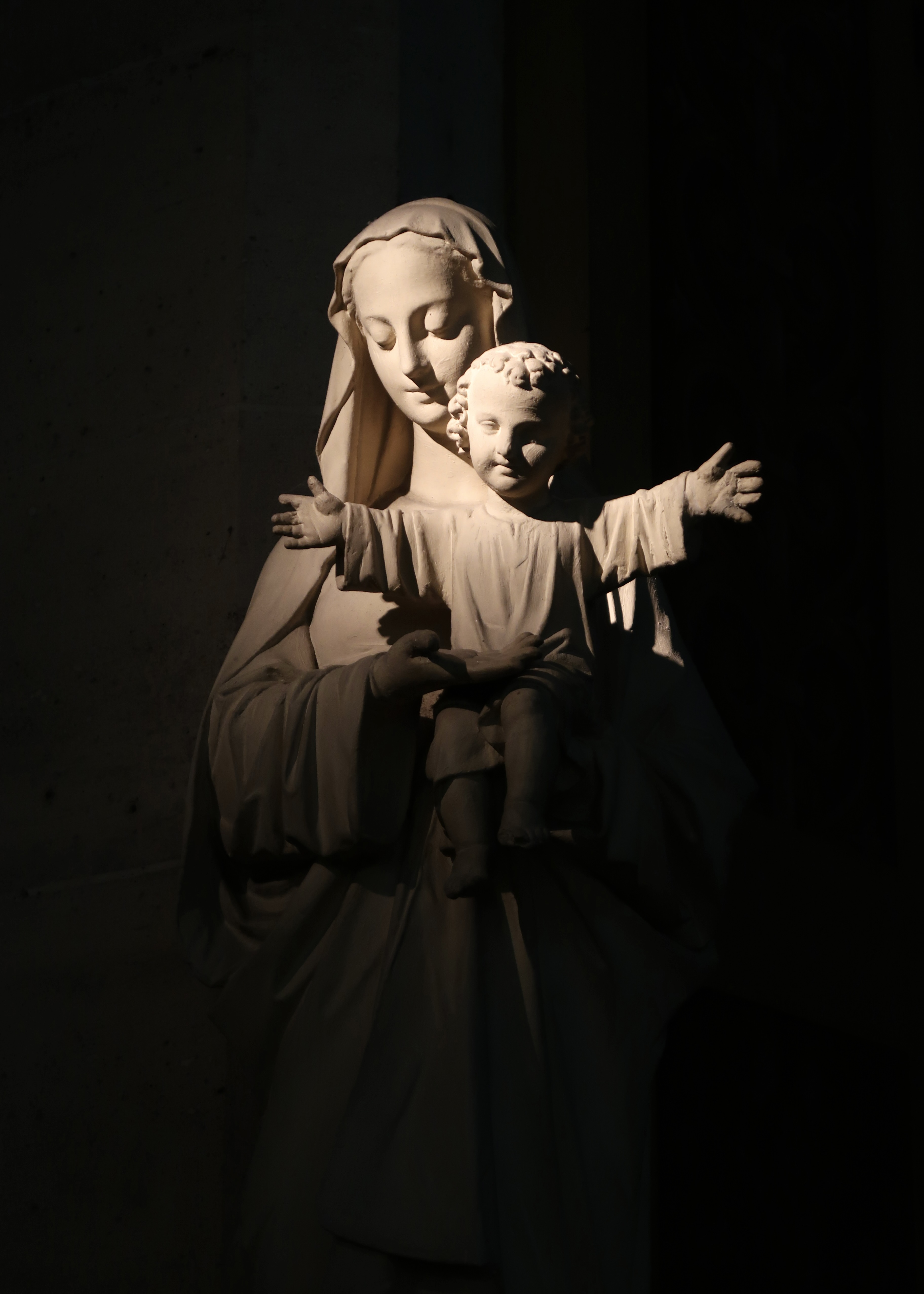
Statue de la Vierge à l'Enfant.
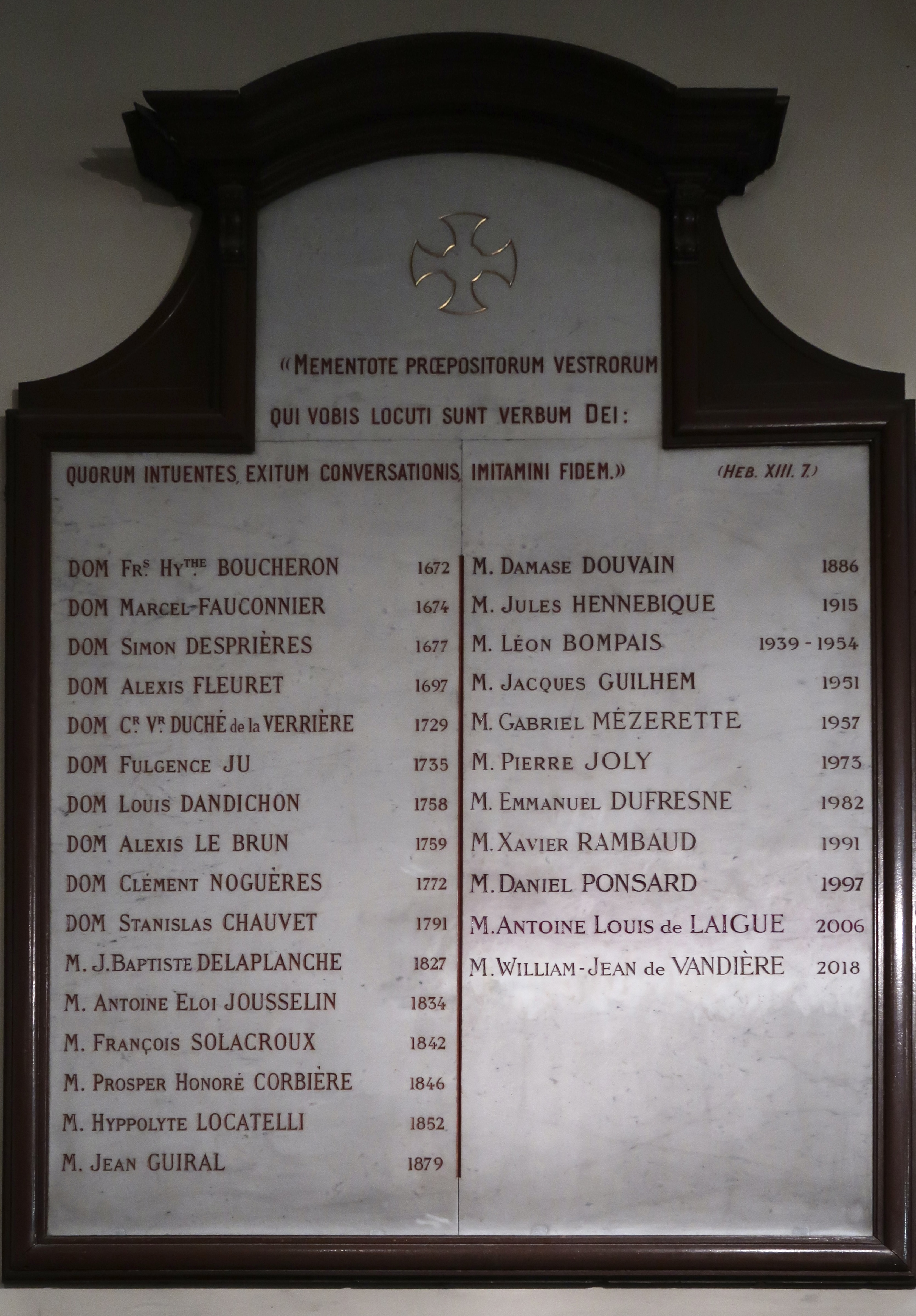
Plaque.

### Grand orgue

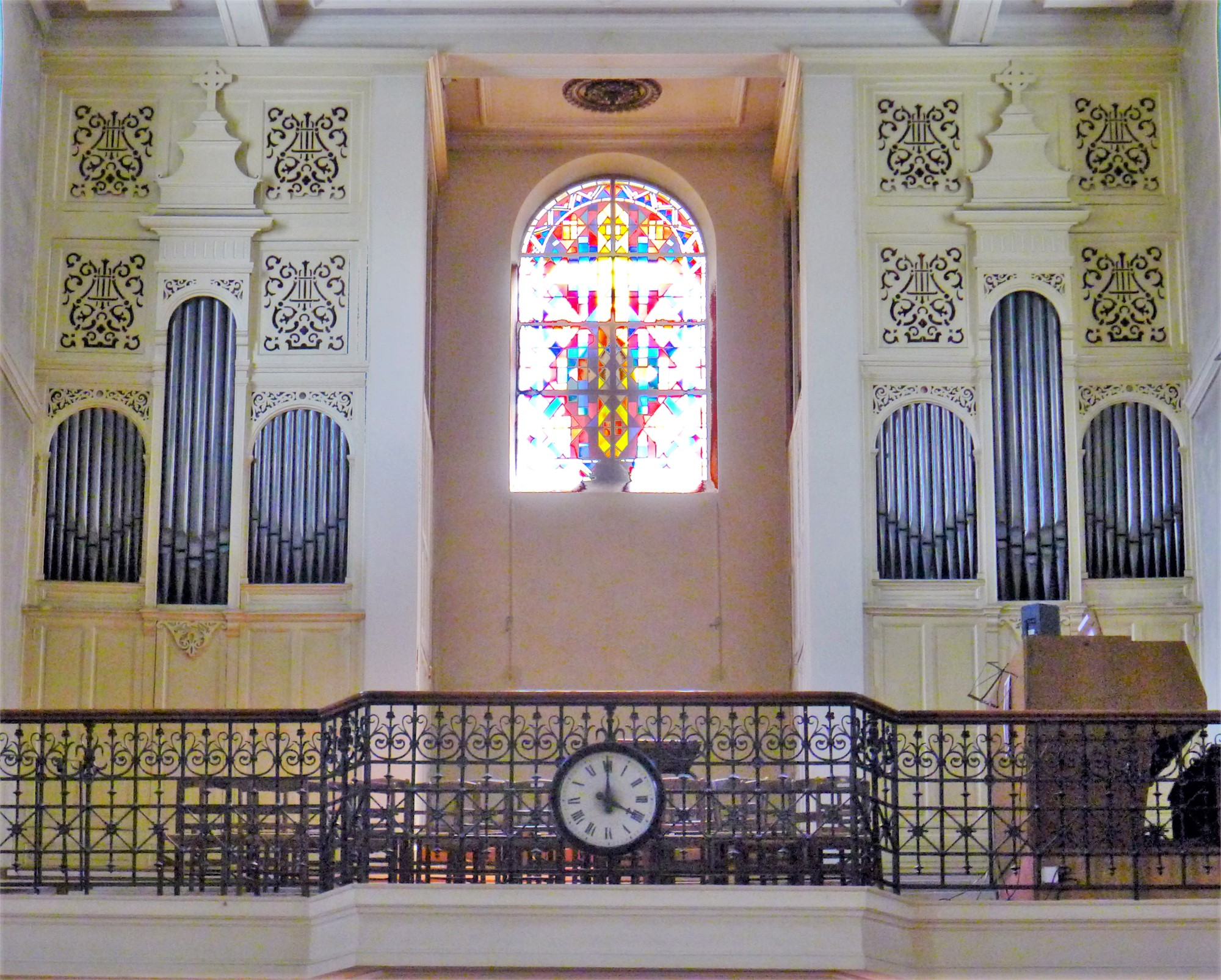
L'orgue de tribune.

Il est construit par les ateliers Merklin en 1905. Il est placé sur la tribune à l'ouest de l'église. Il est relevé et modernisé à plusieurs reprises, notamment en 1923, par la maison Abbey, qui effectue un premier relevage et, en 1930, par la société Convers-Pleyel, qui électrifie les commandes de notes. Quant au buffet, en bois peint, il est construit en deux parties symétriques de part et d'autre de la verrière. Chacune est ajourée et comporte une plate-face centrale en plein-cintre de 5 tuyaux écussonnés en sabot encadrée de deux plates-faces de 9 tuyaux écussonnés en ogive. La partie supérieure est également en bois découpé. Le titulaire est Marc Pinardel.

## Nouvelle église

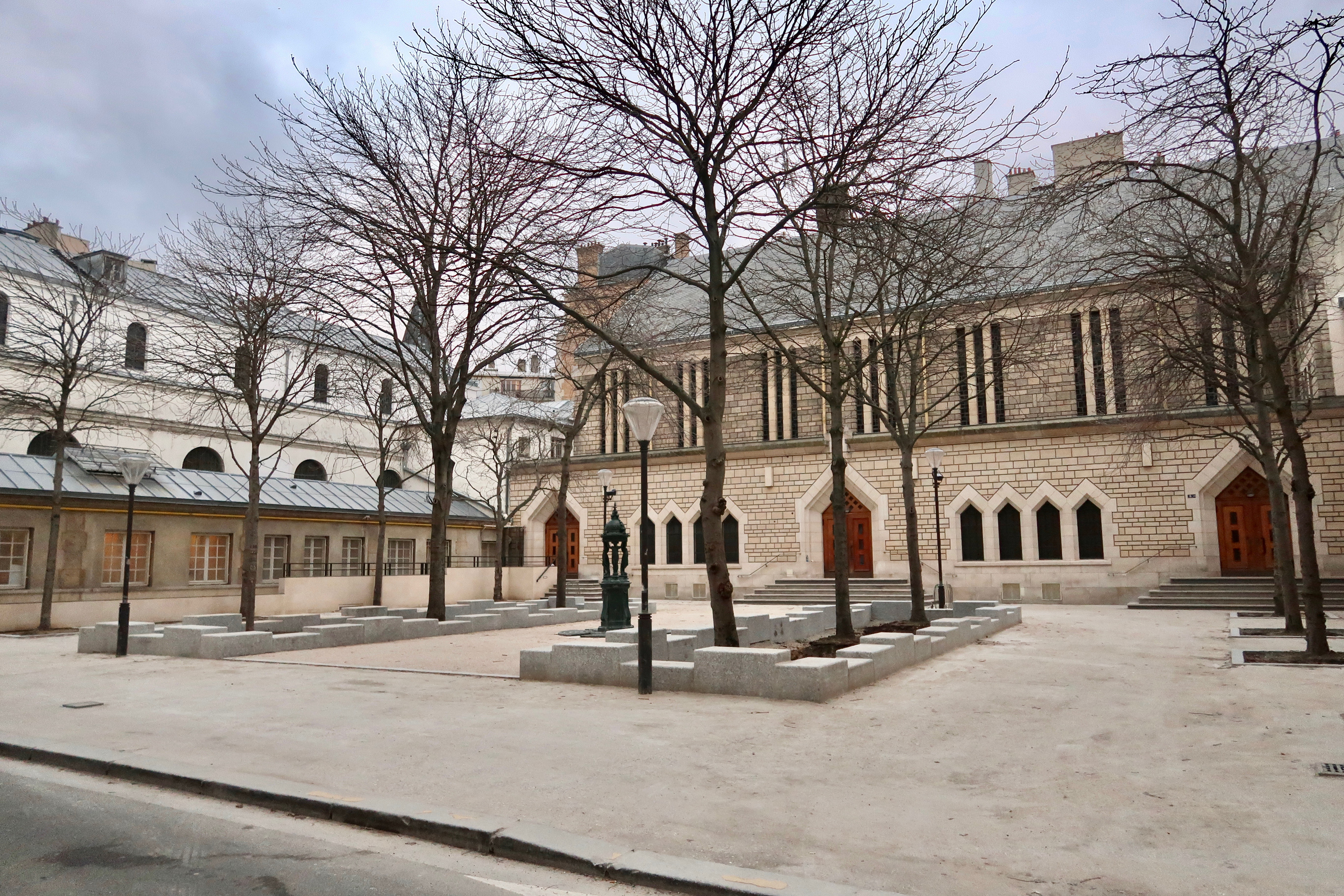
Place du Père-Marcellin-Champagnat et, derrière, la nouvelle église.

Elle a été bâtie de 1956 à 1961, selon les plans des architectes Paul Hulot et François Alépée, à droite de l'ancienne église, que l'on rejoint par la sacristie. Le cardinal Feltin la consacre en 1959. La vaste nef, d'une seule portée, est de 50 mètres sur 19 mètres et peut accueillir 1200 fidèles. Le chœur est surmonté d'un grand vitrail et abrite le maître-autel de marbre noir, encadré par les statues des douze Apôtres. Un monobloc d'ardoise noire excavé présente un Christ filiforme, constituant le T du mot S.I.T.I.O. (« J'ai soif »). En bas du chœur se trouve une statue de la Vierge. Le chœur est bordé de chaque côté par les grandes orgues. Au fond de l'église, une grande fresque par Monsieur Joos représente le Jugement dernier.
À la place de la nouvelle église s'étendait autrefois un jardin de fleurs et de fruits dans lequel se déroulaient les processions. Il en reste une petite partie, où se situent les bâtiments du presbytère du XVIIe siècle et la chapelle Notre-Dame de Bon-Secours du XIXe siècle.

## Personnalités inhumées à Notre-Dame-de-Grâce-de-Passy
Parmi les personnalités inhumées à Notre-Dame-de-Grâce-de-Passy figurent le fils du maréchal d'Estrades, le diplomate Jean-François d'Estrades, mort à Passy en 1715, et l'abbé Le Ragois, qui découvrit les sources minérales du quartier, mort en 1730.

## Évènements marquants
- L'homme politique Laurent Fabius y a été baptisé[5].
- Le 21 décembre 1952, l'actrice Brigitte Bardot et le réalisateur Roger Vadim s'y marient (même si dans ses Mémoires, ce dernier se trompe en indiquant l'église d'Auteuil)[6].